# Zijavci i trkalice
Zijavci i trkalice (лат. Glareolidae) su familija šljukarica iz podreda Charadri. Sadrži dve različite podgrupe ptica, zijavce i trkalice. Atipična egipatska zviždarka (Pluvianus aegyptius) se tradicionalno nalazi u ovoj familiji iako se sada zna da je ona samo daleki srodnik ove familije.
Familija sadrži 15 vrsta u okviru 5 rodova.

## Opis
Osobina po kojoj se ova familija razlikuje od ostatka reda je lučno zakrivljeni kljun sa nozdrvama u osnovi.
Zijavci imaju kratke noge, dugačka zašiljena krila i dugačke vilaste repove. Imaju karakterističan „plivajući” let koji ima omogućava mnogobrojne loveće strategije, kojima svoj plen hvataju u letu, a što podseća na strategiju lova lasti i čiopa. Oblik krila omogućava određenim vrstama dugačke migracije.
Trkalice imaju dugačke noge, koje koriste za trčanje, pa otuda i ime cele grupe. Krila su kraća i njihov let je pravilniji nego let zijavaca.

## Distribucija i stanište
Zijavci i trkalice žive u Starom svetu i pojavljuju se u južnoj Evropi, Aziji, Africi (uključujući Madagaskar) i u Australiji. Smatra se da je familija evoluirala u Africi, gde je i najveći diverzitet vrstama. Fosilni ostaci iz miocena su nađeni u Francuskoj.
Trkalice se najčešće sreću u otvorenim i suvim staništima kao što su pustinje i žbunjaci. Rhinoptilus cinctus i Rhinoptilus chalcopterus su izuzetak jer se sreću u šumama daleko od otvorenih staništa. Ova podfamilija se često povezuje sa nizijskim područjima, dok se Cursorius rufus sreće u južnoj Africi u afro-alpijskoj zoni planina. Zijavci se povezuju sa vodenim staništima ili vlažnim staništima, pored reka, estuara ili kontinetalnim tokovima. Kao i sa trkalicama i ovde postoje izuzeci kao kod crnokrilog zijavca (Glareola nordmanni) koji se gnezdi i hrani u stepama.
Neke vrste zijavaca su migranti na velike daljine. Migranti na kraće daljine je madagaskarski zijavac (Glareola ocularis) koji migrira sa svojih gnezdećih teritorija u istočnu Afriku, za razliku od crnokrilog zijavca koji migrira iz stepa istočne Evrope i centralne Azije do zapadne i južne Afrike. Migratorni put može biti i do 10.000 km dugačak, pri čemu ptica leti na velikim nadmorskim visinama, bez pravljenja pauze. Trkalice se ne smatraju preteranim selicama iako je takvo ponašanje primećeno kod plave trkalice (Cursorius cursor) koja migrira u južnije delove areala rasprostranjena. Trkalice su pravi nomadi i kod njih postoji samo disperzija u nepovoljnim delovima godine.

## Ponašanje
Trkalice su krepuskularni (aktivni u sumrak i zoru) i nokturalni (aktivni noću) u svojim staništima, generalno neupadljivi, pogotovo šumske vrste. Nisu socijalni i gregarni (ne okupljaju se) kao bučni i socijalni zijavci.

### Ishrana
Različiti oblici insekata i zglavkara su osnova ishrane ptica ove familije. Zijavci za hranom tragaju u letu, ali su sposobni da hranu prikupe i na zemlji. Oportunisti su i primećena su jata kako prate antilope u potrazi za insektima koje ovi preživari podižu na pašnjacima ili hvatanje insekata pod noćnim svetiljkama. Insekti koji se roje, kao što su skakavci i termiti su osnova ishrane. Trkalice su isključivo terestrijalni (vezani za zemlju) i hrane se nalik ostalim šljukaricama, tako što trče sa zastajkivanjem i skeniraju da li ima plena koji se kreće. Neke vrste mogu kljunom kopati mekanu zemlju u potrazi za insektima. Pored insekata, neke se mogu hraniti i mekušcima i semenkama raznih biljaka.